# Eugenia roxburghii
Eugenia roxburghii är en myrtenväxtart som beskrevs av Dc.. Eugenia roxburghii ingår i släktet Eugenia och familjen myrtenväxter. Inga underarter finns listade i Catalogue of Life.